# Randwick
Pour les articles homonymes, voir Randwick (homonymie).
Randwick est un faubourg de Sydney, capitale de la Nouvelle-Galles du Sud en Australie. Il est le siège du conseil de la ville de Randwick.
Situé entre les faubourgs de Kensington et de Coogee où se trouve la plage la plus proche, Randwick attire les étudiants de par sa proximité avec l'université de Nouvelle-Galles du Sud.

## Histoire
Randwick a été fondé en 1859 par le gouverneur William Denison. Il a été nommé d'après le village de Randwick dans le Gloucestershire, en Angleterre.
Lors de la Première Guerre mondiale, le camp de Randwick a été utilisé pour entraîner les soldats australiens. D'ailleurs, le Royal Australian Air Force a utilisé le terrain de Randwick pour ses opérations.

## Espace commercial
Randwick est avant tout un quartier résidentiel,,. L'hippodrome de Randwick occupe un vaste site dans le coin nord-ouest de la banlieue. L'Hôpital du Prince de Galles, l'Hôpital Royal des Femmes, l'Hôpital des Enfants de Sydney et l'Hôpital Privé du Prince de Galles occupent ensemble le campus de l'Hôpital de Randwick,, un grand campus continu délimité par Barker Street, Avoca Street, High Street et Hospital Road. Un certain nombre d'installations d'enseignement et de recherche sont également situées sur le campus. Le campus est en cours d'agrandissement dans le cadre d'un projet majeur appelé "Randwick Campus Redevelopment Project" (projet de réaménagement du campus de Randwick), qui lui permettra de s'étendre vers l'ouest jusqu'à la frontière suburbaine avec Kensington et Kingsford. L'hôpital Prince Henry est également situé à Randwick.
Randwick est un marché locatif très demandé en raison de sa proximité avec les plages, les universités et les hôpitaux.
La principale zone commerciale est centrée sur Belmore Road. Un certain nombre de magasins de détail sont situés sur Belmore Road, ainsi que deux centres commerciaux (Royal Randwick Shopping Centre et Randwick Plaza, qui abrite un supermarché Coles) de part et d'autre de Belmore Road. La rue Avoca est également très fréquentée par les commerçants et abrite l'hôtel Coach and Horses, vieux de 150 ans. Au croisement de ces deux rues animées se trouvent le restaurant gastronomique Cookhouse, un bâtiment historique en grès à l'extérieur duquel se trouve une statue du capitaine Cook, et le parc de High Cross, où se trouve un monument aux morts. À moins d'un kilomètre se trouve Coogee, un autre quartier commerçant proposant de la bonne nourriture et de belles vues sur la plage. Le carrefour de St Pauls Road est également réputé pour ses restaurants, ses cafés et ses installations de loisirs populaires. Le principal quartier de divertissement de Randwick est The Spot, situé au sud-est de la banlieue, qui abrite le Randwick Ritz, un célèbre cinéma Art déco construit dans les années 1930, ainsi que de nombreux cafés, bars et restaurants.